# シゾフィラン
シゾフィラン（sizofiran, schizophyllan）とは、抗悪性腫瘍剤の一種。スエヒロタケが産出する多糖類である。D-グルコースが主にβ1→3結合（β1,3-グルカン）、まれにβ1→6結合で連結した構造をしている。これによって、とても強固な三重螺旋構造を形成している。商品名はソニフィラン（SONIFILAN）。放射線療法と併用し、筋肉注射で用いる。

## 構造
水中では3重螺旋構造をとるが、ジメチルスルホキシド中やpH 13以上のアルカリ溶液中ではランダム構造となる。

## 効能・効果
子宮頸癌における放射線療法の直接効果の増強。

## 副作用
重大な副作用としてショック。他に注射局所の疼痛・腫張・発赤等、発熱など。